# Resolució 2253 del Consell de Seguretat de les Nacions Unides
La Resolució 2253 del Consell de Seguretat de les Nacions Unides, redactada per Estats Units i Rússia, fou adoptada per unanimitat el 17 de desembre de 2015. El Consell va especificar que les sancions que ja estaven en vigor contra Al Qaeda també s'aplicarien a Estat Islàmic i van esmentar els criteris segons els quals les persones i organitzacions podrien acabar en la llista de sancions. També es va demanar als països que prenguessin mesures més estrictes per reduir el finançament dels grups terroristes.

## Antecedents
Després dels atemptats de l'11 de setembre de 2001 es van imposar sancions contra Al Qaeda, que havia dut a terme els atacs, i els talibans, que aleshores governaven l'Afganistan i van donar suport a Al Qaida. Les sancions inclouen la congelació de dipòsits bancaris, una prohibició de viatjar i un embargament d'armes. El 2011, les sancions contra ambdós grups es van desacoblar i Al Qaeda tenia el seu propi règim de sancions.

## Contingut
Atès que Estat Islàmic era un grup radical d'Al Qaeda, tothom que donava suport a l'EI també cauria sota el règim de sancions d'Al Qaida. Es va decidir que la llista de sancions es denominaria ara "llista de sancions ISIL i Al Qaeda". Es va instar a tots els Estats membres a cooperar en l'actualització d'aquesta llista de sancions. El mandat de l'ombudsman que tractava les sol·licituds de supressió de la llista es va ampliar per dos anys, així com l'equip d'observació que supervisava les sancions.
Estat Islàmic i Al Qaeda seguien beneficiant-se del tràfic d'armes, de persones i drogues, del comerç de patrimoni cultural i minerals i dels rescat de segrestos. Com ja s'havia determinat a la Resolució 2249, aquestes formes de finançament del terrorisme havien de ser retingudes. Es va demanar als Estats membres que actuessin amb més rigor i que seguissin les directrius del Grup de Tasques d'Acció Financera (FATF). Aquesta organització va ser creada el 1989 per membres del G7 per elaborar regles financeres per combatre les operacions de blanqueig de capitals i el finançament del terrorisme. També era important que els països compartissin informació rellevant entre ells.
També calia impedir que les ONG i les organitzacions caritatives cooperin amb el terrorista i que lliuressin armes a grups terroristes. Hi havia insatisfacció amb l'aplicació de les resolucions 1267 (1999), 1989 (2011) i 2199 (2015), i en particular la falta d'informació proporcionada pels Estats membres sobre les mesures que van adoptar per posar en pràctica les sancions. Es va demanar específicament als països que informessin sobre els lliuraments de petroli, productes derivats i materials de refinació d'Estat Islàmic o Front Al-Nusra, i el resultat que se'ls va atorgar.
A més, era de gran preocupació per al Consell la gran afluència de reclutes internacionals a Estat Islàmic i Al Qaeda, i el paper que jugava Internet.